# Gulf Livestock 1

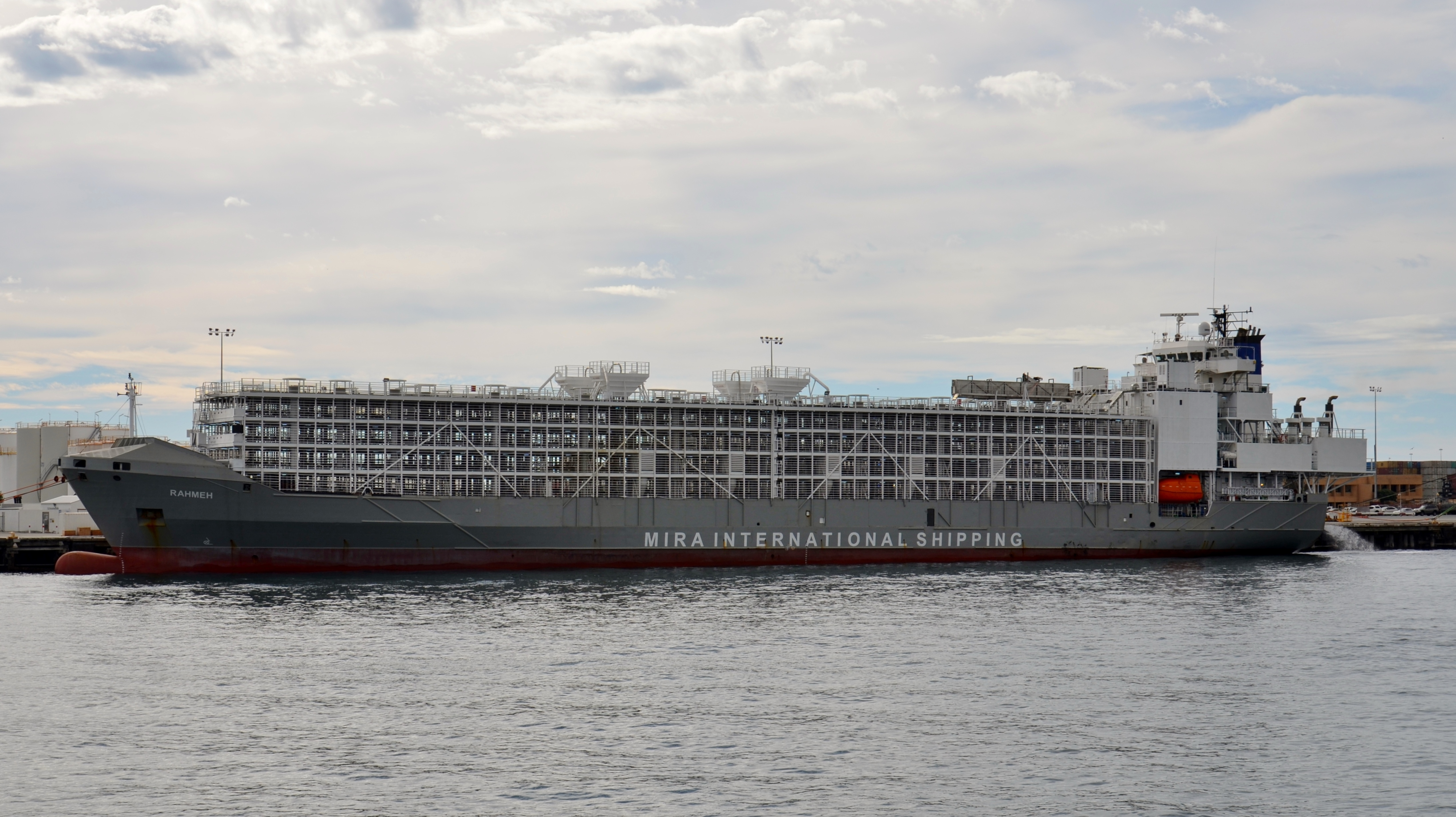
Gulf Livestock 1 el 2016, aleshores Rahmeh

El Gulf Livestock 1 és un vaixell per transport de bestiar de pavelló panameny construït l'any 2002 per la drassana Hegemann Rolandwerft de Berne (Alemanya) per a la companyia Gulf Navegation Holding, amb base als Emirats Àrabs Units.
El 2 de setembre de 2020, el vaixell va desaparèixer i presumptament es va enfonsar a aproximadament 185 km a l'oest de l'illa de Amami Ōshima, al sud-oest del Japó, després d'haver estat arrossegat per una ona degut a un tifó.

## Història
El vaixell va ser construït com a portacontenidors amb el nom de Maersk Waterford per la drassana Hegemann Rolandwerft a Berne, a Alemanya. La seva quilla es va botar el 4 d'abril de 2002, i es va avarar el 20 de setembre i posar en servei el 9 de desembre. D'un calibre brut de 6.370 tones i d'un tonatge de pes mort de 8.372 tones, mesura 133,6 metres de longitud per a una mànega de 19,4 metres. El seu únic motor dièsel el propulsa a una velocitat de 18 nusos (33,3 km/h).
És nomenat successivament Dana Hollandia l'any 2006, Cetus J. L'any 2012, abans de ser convertit per transportar ramaderia i batejat Rahmeh l'any 2015. L'any 2019, el seu nom canvia un cop més per convertir-se en el Gulf Livestock 1.

### Viatge final

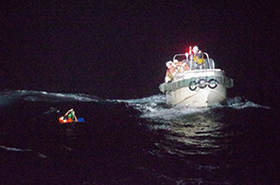
Un vaixell de rescat de la Guàrdia Costanera japonesa rescata un membre de la tripulació a la deriva.

En el seu últim viatge, el vaixell salpa de Napier, a Nova Zelanda, el 14 d'agost, i havia d'arribar al port de Jingtang (Tangshan), a la Xina, l'11 de setembre de 2020, amb un carregament de 5.867 bovins vius.
El vaixell envia un senyal de socors des de la Mar de la Xina Oriental a l'oest de l'illa japonesa d'Amami Ōshima el 2 de setembre de 2020 a les 01 h 40 JST.
El mateix dia, un membre de tripulació, un oficial en cap filipí de 45 anys, ha estat socorregut pels guarda-costes japonesos, després d'haver estat detectat per un avió Lockheed P-3 Orion de la marina japonesa. Va assenyalar que l'únic motor de propulsió principal del vaixell s'havia avariat durant una mar agitada causada pel tifó Maysak, i que el vaixell va bolcar poc després d'haver estat copejat per una onada[1]. Abans que el vaixell no bolqui, el capità del vaixell, un filipí de 34 anys, va poder dir a la seva dona per missatges que l'agreujament del tifó havia provocat l'avaria del motor del vaixell
La seva tripulació estava composta per 39 filipins, dos neozelandesos i dos australians (un veterinari equí i un magatzemista).
El 4 de setembre, un segon membre de tripulació va ser trobat a l'aigua per la Guàrdia costanera i mor poc temps després d'haver estat salvat. A la mateixa zona, van ser igualment recuperats diversos cossos de bovins i una armilla de salvament Un segon supervivent, un mariner filipí de 30 anys en una balsa de salvament, ha estat socorregut la tarda del 4 de setembre just després de 16 hores.
Tres vaixells dels guarda-costes, cinc avions i submarinistes especialitzats van estar implicats en les operacions d'auxili. Les investigacions es suspenen el 5 de setembre per l'arribada d'un segon cicló, abans d'anunciar el 9 de setembre l'abandó pur i simple de l'operació que pretén trobar la tripulació del vaixell
Segons un informe de 2019 de les autoritats australianes, el mateix vaixell havia patit ja l'any últim una avaria de motor que l'havia paralitzat en plena mar durant 25 hores